# Vitesse de dérive
Pour les articles homonymes, voir Dérive.
La vitesse de dérive désigne la vitesse à laquelle un objet est déporté par rapport à une trajectoire initiale ou prévue, sous l’influence de différents facteurs (le vent pour un bateau ou un aéronef, un champ magnétique pour une particule électriquement chargée).

## Navigation
Dans le cas d’un bateau, si le bateau dérive avec une vitesse de dérive V0, il suffit de se placer dans le référentiel galiléen ayant cette vitesse V0 et tout se passe comme avant sauf qu’il faut composer les vitesses : en particulier la nouvelle vitesse du vent sera V-V0.

## Physique
On s’intéresse, en électricité, à la vitesse de dérive d’une charge, mue par un champ électrique E et un champ magnétique B : la force qui agit est alors la force de Lorentz : q ( E + V∧B).
Dans le cas non relativiste, il est usuel de changer de référentiel et de se placer dans un référentiel galiléen qui se déplace à la vitesse de dérive V0.Dans ce nouveau référentiel V'= V - V0 et F s’écrit q ( E +V0∧B + V'∧B) : si E est perpendiculaire à B, il existe V0 tel que E + V0∧B = 0 : c’est -E∧B/B^2 (+ aB) : alors le mouvement est juste déterminé par le mouvement dans B, dont on sait qu’il est circulaire à la pulsation cyclotron -qB/m, de rayon R = P0/qB, d’autant plus petit que P0 est faible et que B est grand.
On peut aussi considérer la vitesse de dérive dans un champ magnétique non homogène : c’est alors le "guiding center problem" que l’on considère : mouvement du centre du petit cercle décrit précédemment. Le théorème adiabatique s’applique dans ce cas, si le gradient de B est "faible".